# Fűrész
A fűrész olyan acélszerszám, melyen számos kisebb véső (fogak) közös foglalóban, a pengén, sorba egymás mögött egyenes vagy görbe vonalon áll. Célja nagyobb méretű tárgyakból a legkevesebb anyagvesztességgel kisebb részeket leválasztani.

## Fajtái
Van egyenes, íves, köríves, hengeres és gömbszelvényes fűrész a fogak alapvonalának alakja és fekvése szerint. Megkülönböztetnek kézi- és gépfűrészt. A kézi fűrészek lehetnek kifeszítettek és ki nem feszítettek. A kifeszítés rendesen keretben történik és így aztán keretes vagy „kámvás” (kávás) és kámvátlan (ki nem feszített) fűrésznek mondják. A kámvás fűrészhez tartozik a daraboló-, a csapoló-, a nyakaló-, a kanyarító- és fonal fűrész, melyek főként csak méreteikben térnek el egymástól. A kámvátlan kézi fűrészek: a hasító-, a harántos-, a rókafark-, a lyuk- és hevederfűrész.

„A fűrész az iparban darabolásra használt szerszám. Elterjedten használják a fa-, vas-, fémiparban, valamint a kőfaragóiparban. A tömeggyártásban a fűrészt gépi erővel, kisebb üzemben kézzel mozgatják. Alakja lehet hosszúkás penge- vagy kör alakú acéllap: körfűrész. A penge vagy a kör szélén vannak a fűrészfogak, amelyek alakja a darabolás módja és a tárgy tulajdonságai szerint más és más. Az ún. metszőszögív és elhelyezési szög nagysága a tárgy keménysége szerint különböző. A vas- és fémiparban keskeny acélpengéjű, aprófogú fűrészt használnak. Vékony lemezek fűrészelésére a lomb-, v. fonalfűrészt használják, ennek pengéje vékony, keskeny, kerete hosszúszárú U alakú. A faiparban alkalmazott szalagfűrész pengéje végtelen szalag, amely két gépi hajtású forgótárcsa kerületén fekszik és nagy sebességgel vág. Gépi hajtású keretes fűrészt deszkakészítéshez alkalmaznak. Keresztirányú darabolásra használják a gépi hajtású nagy sebességgel forgó körfűrészt. Kövek, betonpróbadarabok darabolására acélpengéjű fűrészt, v. olcsóbb fajtájú gyémánttűkkel fogazott körfűrészt használnak. A fafűrészelés terméke a „fűrészelt áru", mellékterméke a fűrészpor.”

## Képgaléria

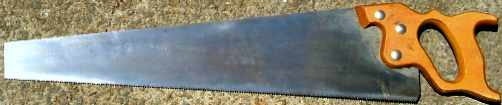
Rókafarkú fűrész
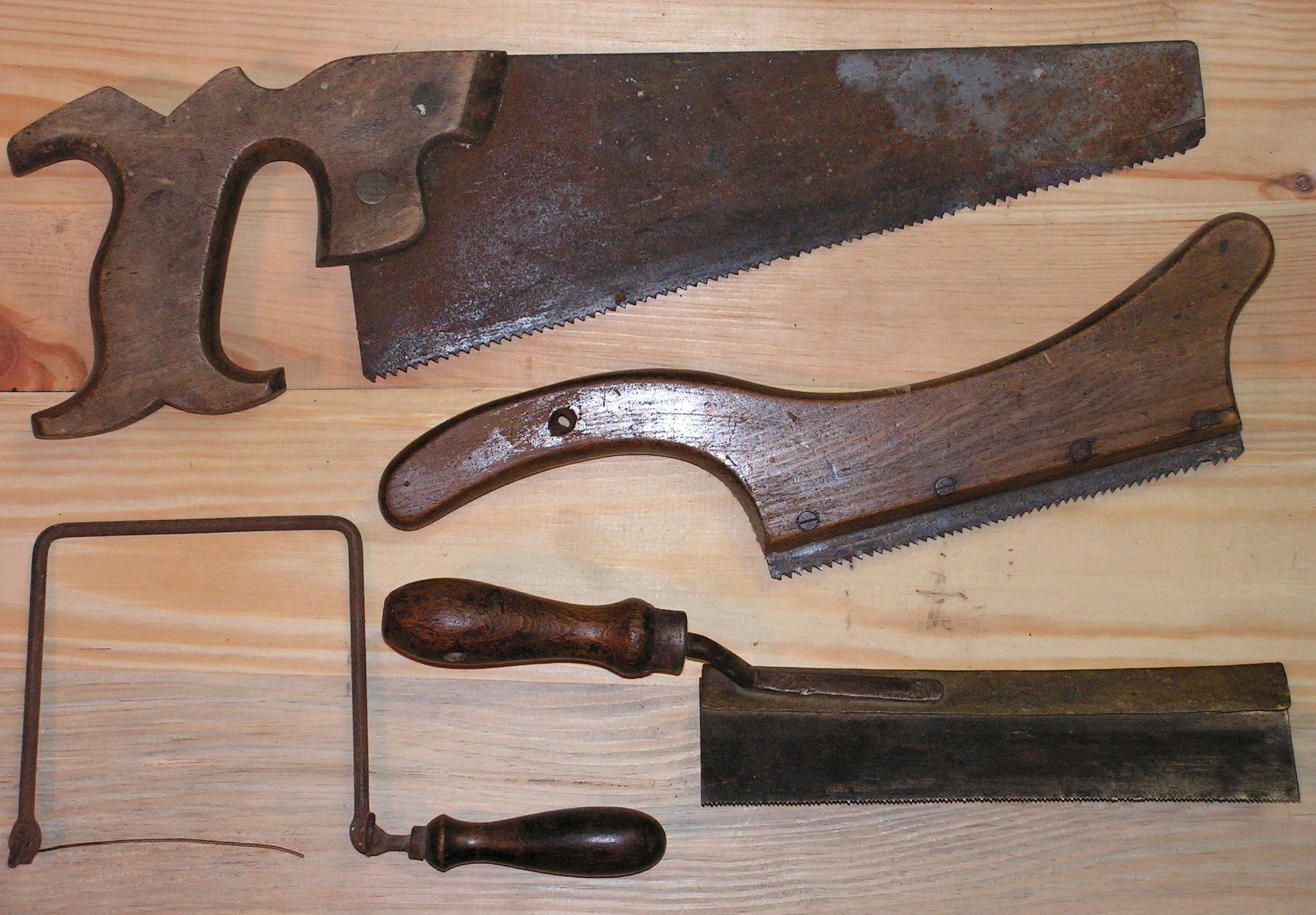
Különféle fűrészek
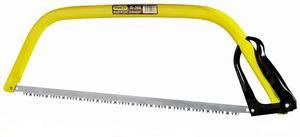
Keretes fűrész